# 綾里駅
綾里駅（りょうりえき）は、岩手県大船渡市三陸町綾里にある三陸鉄道リアス線の駅である。
駅の愛称は「綾姫の里」。この地に機織りを伝えた綾姫の伝説に由来する。

## 歴史
- 1970年（昭和45年）3月1日：日本国有鉄道盛線の終着駅として開業[1]。
- 1973年（昭和48年）7月1日：当駅 - 吉浜間延伸開業[4]。
- 1984年（昭和59年）4月1日：三陸鉄道に転換[1][5]。南リアス線所属となる[5]。
- 2011年（平成23年）3月11日：東日本大震災により南リアス線全線不通、営業休止。
- 2013年（平成25年）4月3日：南リアス線盛 - 吉浜間復旧により営業再開。
- 2023年（令和5年）3月21日：観光センターの運営終了に伴い、乗車券委託販売（簡易委託）の受託を解除し、終日無人化[2]。
- 2025年（令和7年）
  - 2月27日：大船渡市山林火災に伴い、運休。
  - 3月11日：運転再開。

## 駅構造
相対式ホーム2面2線を有する地上駅で、無人駅である。相対式ホームを持つ構造は南リアス線区間では唯一のものとなる。なお、下りホームへは跨線橋を通じて連絡する。
2023年（令和5年）3月20日までは観光センター「銀河」が併設されており、三陸鉄道の乗車券類のほか、物産品の購入が可能であった。現在は駅舎内は封鎖されているため、ホームへは駅舎の外を迂回する形で連絡する。

### のりば
| のりば | 路線      | 方向 | 行先     |
| ------ | --------- | ---- | -------- |
| 1      | ■リアス線 | 上り | 盛方面   |
| 2      | ■リアス線 | 下り | 釜石方面 |

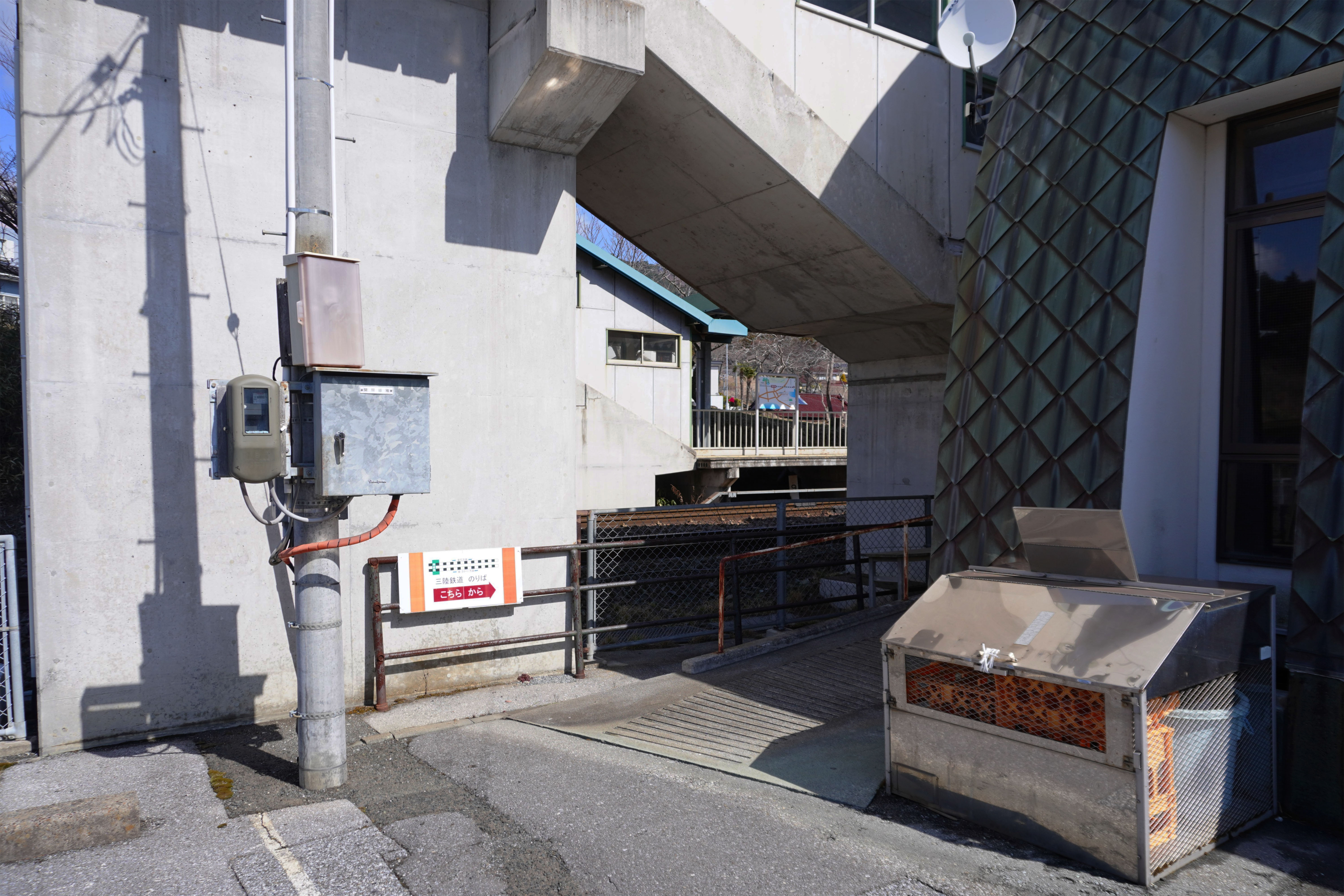
駅の入り口（2024年3月）
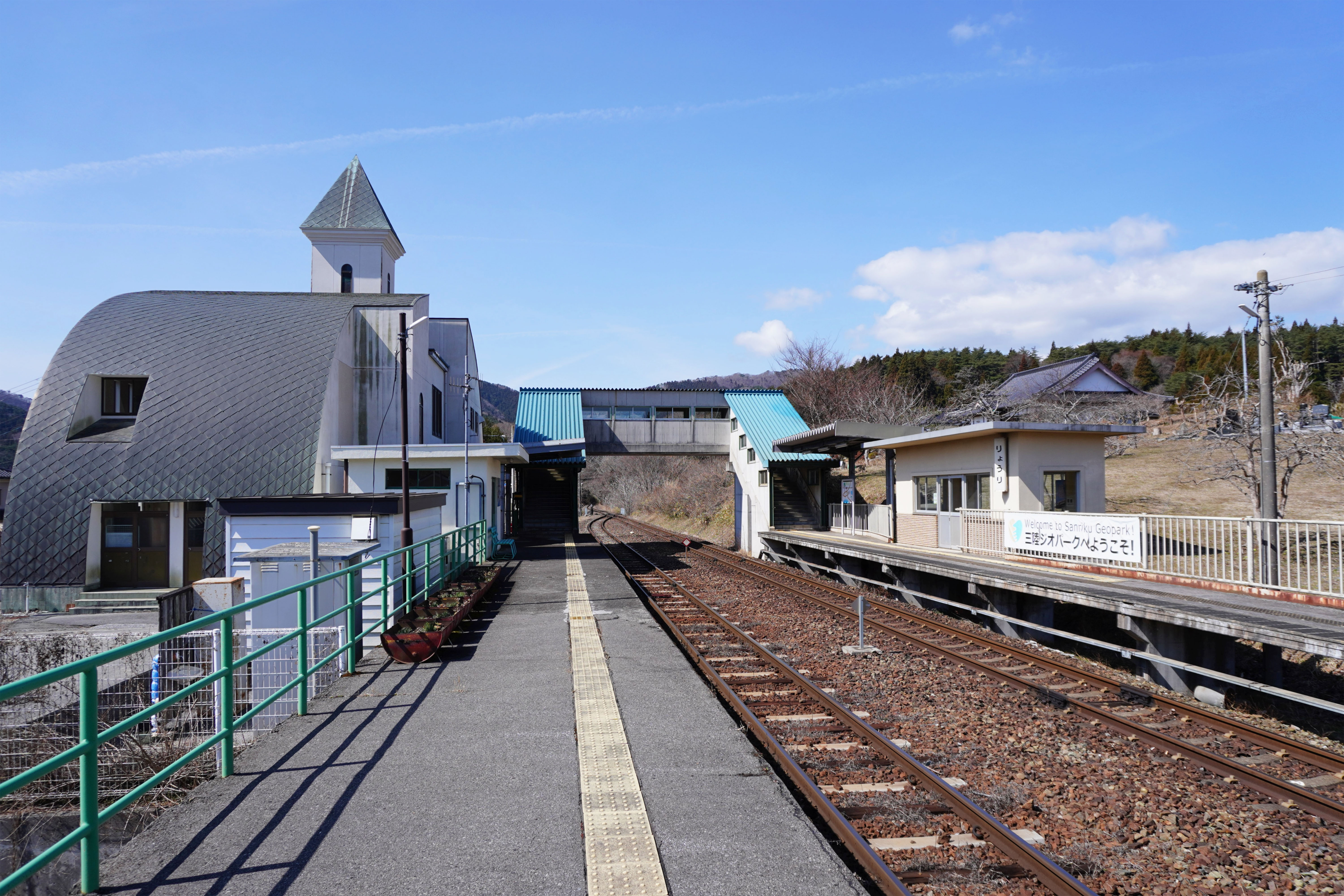
ホーム（2024年3月）

## 利用状況
「大船渡市統計書」によると、2023年度（令和5年度）の1日平均乗車人員は26人である。
2002年度（平成14年度）以降の推移は以下のとおりである。
| 乗車人員推移       | 乗車人員推移     | 乗車人員推移 |
| 年度               | 1日平均 乗車人員 | 出典         |
| ------------------ | ---------------- | ------------ |
| 2002年（平成14年） | 136              | [ 市 2 ]     |
| 2003年（平成15年） | 134              | [ 市 2 ]     |
| 2004年（平成16年） | 133              | [ 市 2 ]     |
| 2005年（平成17年） | 128              | [ 市 3 ]     |
| 2006年（平成18年） | 128              | [ 市 3 ]     |
| 2007年（平成19年） | 130              | [ 市 3 ]     |
| 2008年（平成20年） | 123              | [ 市 4 ]     |
| 2009年（平成21年） | 117              | [ 市 4 ]     |
| 2010年（平成22年） | 113              | [ 市 4 ]     |
| 2011年（平成23年） | 運休             |              |
| 2012年（平成24年） | 運休             |              |
| 2013年（平成25年） | 35               | [ 市 5 ]     |
| 2014年（平成26年） | 41               | [ 市 5 ]     |
| 2015年（平成27年） | 47               | [ 市 5 ]     |
| 2016年（平成28年） | 52               | [ 市 6 ]     |
| 2017年（平成29年） | 59               | [ 市 6 ]     |
| 2018年（平成30年） | 56               | [ 市 6 ]     |
| 2019年（令和元年） | 56               | [ 市 7 ]     |
| 2020年（令和02年） | 50               | [ 市 8 ]     |
| 2021年（令和03年） | 47               | [ 市 9 ]     |
| 2022年（令和04年） | 51               | [ 市 10 ]    |
| 2023年（令和05年） | 26               | [ 市 1 ]     |

## 駅周辺
- 大船渡市立綾里小学校
- 県道9号大船渡綾里三陸線
- 大船渡市役所 綾里地域振興出張所
- 綾里郵便局

## その他
「旧三陸町（現大船渡市）の中心駅、童話的外観が印象的な駅舎」として、2002年（平成14年）に、東北の駅百選に選定された。

## 隣の駅
三陸鉄道
■リアス線
陸前赤崎駅 - 綾里駅 - *（臨）白浜海岸駅 - 恋し浜駅
*打消線は廃駅

### 記事本文
1. 1 2 3  石野哲 編『停車場変遷大事典 国鉄・JR編』 II（初版）、JTB、1998年10月1日、487頁。ISBN 978-4-533-02980-6。
2. 1 2 3  “広報大船渡 令和5年3月6日号 > 綾里・三陸観光センターの運営を終了します” (PDF).   大船渡市. p. 9 (2023年3月6日). 2024年4月14日時点のオリジナルよりアーカイブ。2024年4月14日閲覧。
3. 1 2 3 4 5 6 7  “綾里駅 | 三陸鉄道”.   三陸鉄道. 2024年5月10日閲覧。
4. ↑  “日本国有鉄道公示第80号”. 官報. (1973年6月22日)
5. 1 2  「私鉄年表」『私鉄車両編成表 -全国版- '84年版』ジェー・アール・アール、1984年8月1日、141頁。

### 利用状況
1. 1 2  「10.運輸・通信」『大船渡市統計書 令和6年版』（PDF）（レポート）大船渡市、2025年5月、41頁。2025年6月24日閲覧。
2. ↑  「10.運輸・通信」『大船渡市統計書 平成17年版』（PDF）（レポート）大船渡市、2006年3月、62頁。2025年6月24日閲覧。
3. ↑  「10.運輸・通信」『大船渡市統計書 平成20年版』（PDF）（レポート）大船渡市、2009年3月、58頁。2025年6月24日閲覧。
4. ↑  「10.運輸・通信」『大船渡市統計書 平成23年版』（PDF）（レポート）大船渡市、2012年8月、58頁。2025年6月24日閲覧。
5. ↑  「10.運輸・通信」『大船渡市統計書 平成28年版』（PDF）（レポート）大船渡市、2017年4月、43頁。2025年6月24日閲覧。
6. ↑  「10.運輸・通信」『大船渡市統計書 令和元年版』（PDF）（レポート）大船渡市、2020年7月、43頁。2025年6月24日閲覧。
7. ↑  「10.運輸・通信」『大船渡市統計書 令和2年版』（PDF）（レポート）大船渡市、2021年6月、43頁。2025年6月24日閲覧。
8. ↑  「10.運輸・通信」『大船渡市統計書 令和3年版』（PDF）（レポート）大船渡市、2022年7月、41頁。2025年6月24日閲覧。
9. ↑  「10.運輸・通信」『大船渡市統計書 令和4年版』（PDF）（レポート）大船渡市、2023年5月、41頁。2023年7月14日閲覧。
10. ↑  「10.運輸・通信」『大船渡市統計書 令和5年版』（PDF）（レポート）大船渡市、2024年4月、41頁。2025年6月24日閲覧。